# Lerchea
Lerchea es un género con 17 especies de plantas con flores perteneciente a la familia de las rubiáceas.
Es nativo del sur de China, Indochina y Malasia.

## Especies seleccionadas
- Lerchea beccariana (Bakh.f.) B.Axelius (1987).
- Lerchea bracteata Valeton (1914).
- Lerchea calycina A.Gray (1859).
- Lerchea capitata S.Moore (1924).
- Lerchea corymbosa Axelius (1987).